# Ognes (Aisne)
Ognes è un comune francese di 1 190 abitanti situato nel dipartimento dell'Aisne della regione dell'Alta Francia.

## Società

### Evoluzione demografica
Abitanti censiti